# Леткова, Екатерина Павловна
Екатери́на Па́вловна Летко́ва (в замужестве — Султанова) (20 ноября (2 декабря) 1856, Петербург — 7 января 1937, Ленинград) — русская писательница, мемуаристка, переводчица.

## Биография
Из дворянской семьи. Её отец, Павел Степанович Летков, офицер, служил в Петербурге адъютантом у графа Ф. Ф. Берга, а с 1860 года начальником Вологодского телеграфного отделения. Мать, Анна Павловна (урожд. Храброва) — из орловских дворян.
В 1872 году окончила 1-ю Мариинскую женскую гимназию в Вологде, а в 1879 Высшие женские курсы В. И. Герье в Москве. Курсисткой вращалась в кругу московской либеральной интеллигенции, сдружилась с Боборыкиным, которому запомнилась речь, «с большим волнением» произнесённая «прекрасной собою» Летковой на обеде в честь И. С. Тургенева в московском ресторане «Эрмитаж» весной 1879 года. Навещая в Петербурге сестру Юлию, бывшую замужем за художником К. Е. Маковским, Леткова через неё познакомилась с И. А. Гончаровым, Д. В. Григоровичем, П. И. Вейнбергом и др. На «пятницах» Я. П. Полонского встречалась с Ф. М. Достоевским. В это же время начинается переводческая, а затем и писательская деятельность Летковой.
Её знакомство с Н. К. Михайловским в марте 1882 года привело вскоре к продолжавшейся до конца 1883 года обоюдной и мучительной для обоих полупроявленной влюблённости (об обстоятельствах которой свидетельствуют проникнутые сочувствием и симпатией письма их общего друга Г. И. Успенского к Летковой (см.).
В 1884 году Леткова вышла замуж за архитектора Н. В. Султанова, автора памятника Александру II в Московском Кремле, двоюродного брата П. Н. Милюкова, и поселилась в Петербурге. 1890-е годы — время расцвета её литературного таланта.
С конца 1880-х годов Леткова считала своим главным занятием общественную деятельность в Литературном фонде и особенно в комитете общества для доставления средств Высшим женским курсам. Обширные связи в литературно-артистических и чиновничьих кругах (её ближайшей подругой стала баронесса Икскуль фон Гильденбанд, в чьём салоне интеллигенты бывали наряду с сановниками), используемые ею для устройства благотворительных концертов, базаров и лотерей в пользу учащихся женщин, светскость манер и строгая сдержанность обращения создали ей в демократической среде курсисток репутацию «дамы-патронессы либерального толка».
После 1917 года сотрудничала в издательстве «Всемирная литература» и Госиздате. В 1919 году по инициативе Горького поселилась в Доме искусств. В романе О. Д. Форш «Сумасшедший корабль», персонажи которого прототипичны, черты Летковой угадываются в образе Феоны Власьевны, как бы олицетворяющем осмотрительное отношение «старой» интеллигенции к новой власти: 

Она была высока, в движениях плавна, седовласа, вельможна. В её комнате был киот, под часами вожди… Была она набожна, но вместе с тем почитала современных властей за победу…— О. Д. Форш. Сумасшедший корабль
Позднее жила в общежитии Дома учёных. Умерла в Ленинграде 7 января 1937 года. Похоронена на Литераторских мостках.

## Творчество
Литературную деятельность начала переводом книги Э. Легуве «Чтение как искусство» (М., 1879). Первая попытка художественного творчества — повесть «Ржавчина» (Русская мысль, 1881, № 10), где описана закончившаяся самоубийством жизнь молодой женщины с незаурядным характером, не нашедшей места в мире светских условностей и заранее регламентированных отношений.
По настоянию и с помощью Н. К. Михайловского Летковой были написаны компилятивные статьи «Психиатро-зоологическая теория народных волнений» (по трудам Ч. Ломброзо — Отечественные записки, 1884, № 2) и «Крепостная интеллигенция» (об участи творческих людей в крепостной неволе — Отечественные записки, 1883, № 11). Об этой статье Михайловский писал: 

Статья удивительно похожа на Вас: такие же из неё глядят раскрытые глаза и такое же в ней что-то сдержанное и не довершённое.— Н. К. Михайловский
Резко оборванное общение с Михайловским, навсегда оставшееся глубокой душевной раной Летковой, нашло позднее завуалированное отражение в повести «Оборванная переписка» (Русское богатство, 1902, №№ 3, 4), где сложные психологические коллизии героев «верных эпохе» в своей нерешительности, разъедающей рефлексии и парализующем сознании долга были осмыслены под знаком общественной психологии «восьмидесятничества».
После замужества и переезда в Петербург Леткова начинает активную литературную деятельность, выразившуюся во множестве рассказов, печатавшихся в журналах Русская мысль, Русское богатство, Северный вестник, Мир Божий и других. В них, как правило, описывались: безотрадный, чреватый преступлением крестьянский быт («Лушка»  — Северный вестник, 1894, № 3; «Бабьи слёзы»  — Мир Божий, 1898, № 5), неприметный драматизм существования «маленьких людей» (один из лучших у неё рассказ «Отдых»  — Русская мысль, 1896, № 1 — о старой деве, утопившейся в Волге во время путешествия, предпринятого для собственного удовольствия), тусклая жизнь средней интеллигенции, разуверившейся в иллюзиях народничества («Без фамилии» — Русское богатство, 1902, № 10; «Мухи»  — Русское богатство, 1903, № 10), неправда и безысходность современного брака («Колодники»  — Русское богатство, 1905, № 5). Написанные свежим литературным языком, с чувством формы, сложившимся не без влияния тургеневской школы, они несли в себе хотя не формулируемое напрямую, но радикальное неприятие русской действительности как таковой.
В 1899 году, после выхода «Повестей и рассказов» Летковой, оценивая её «скромный талант» в целом 

Всегда умно и тонко задумано и почти всегда талантливо, хотя и не совсем ровно исполнено.— Н. К. Михайловский
 Михайловский выделил мотивы «одиночества, мучительной двойственности чувств и стыда жизни», назвал источником душевной энергии её героинь сопротивление «силе житейской тины» и «рабству» физиологии и наследственности.
Немногочисленные художественные произведения Летковой в последующие годы в основном повторяли те же мотивы. В сборнике «Рассказы» (1913) новой была лишь усугубившаяся под впечатлением событий 1905 года мрачность описаний народной жизни.

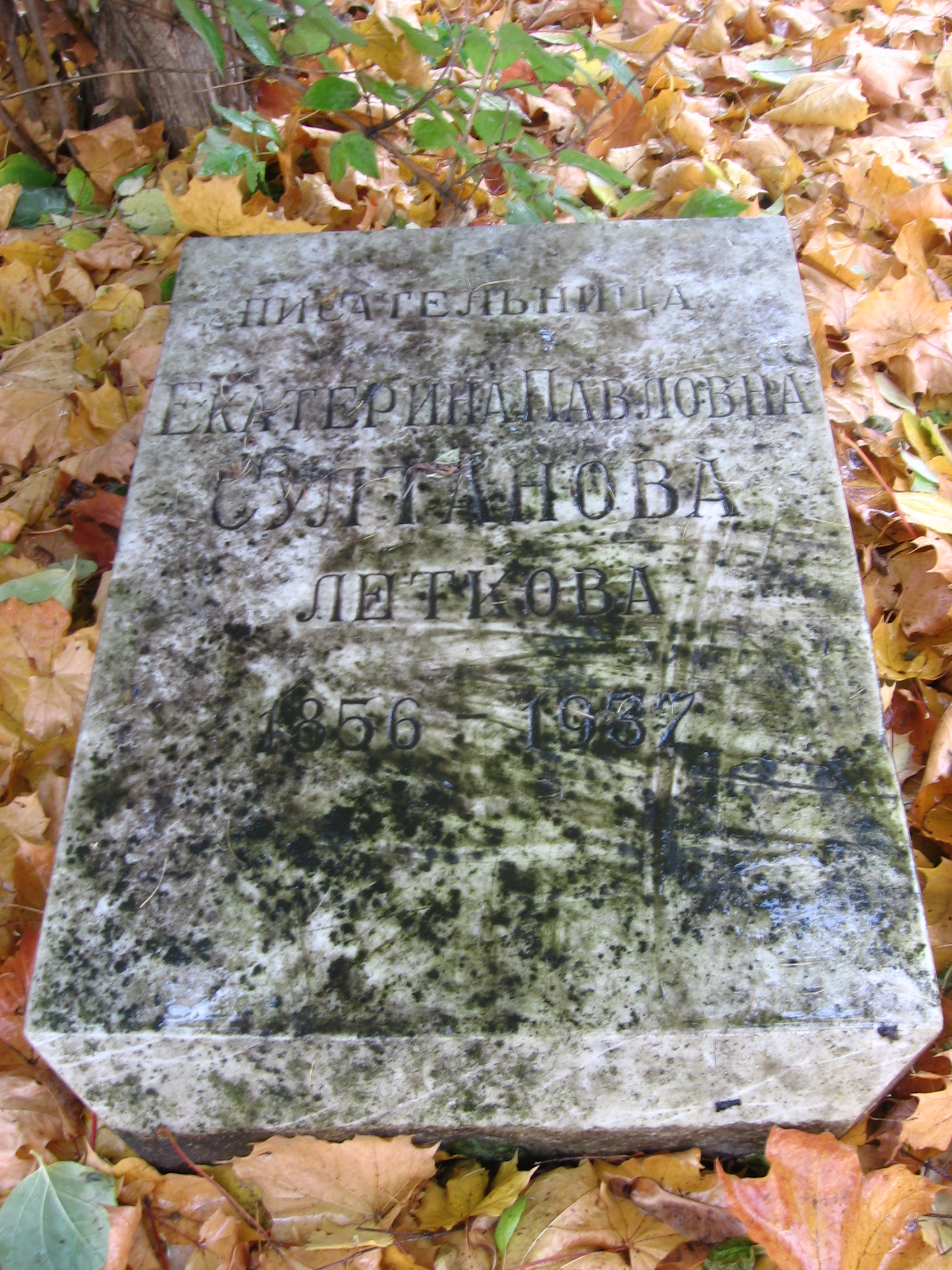
Надгробие Е. П. Султановой-Летковой на Литераторских мостках

В разные годы среди знакомых Летковой, кроме вышеназванных были В. В. Крестовский, В. Г. Короленко, А. Ф. Кони, Н. Ф. Анненский, П. Ф. Якубович, В. И. Немирович-Данченко, М. Г. Савина, С. Ф. Ольденбург, Л. Н. Андреев и многие другие. В начале 1900-х годов она приступила к работе над мемуарами и продолжала её до последнего года жизни, печатая, однако, крайне скупо, что объясняла нежеланием «влезать под чужие лучи» (письмо Горькому; здесь же см. письма Горького Летковой с настоятельными советами довести мемуары до конца).
Много работала в области художественного перевода: пьесы Г. Д’Аннунцио, пьеса А. Дюма-сына «Дениза», романы Шанфлёри «Моленшарские обыватели», Э. Золя «Углекопы», Ж. Касселя «Мятежные души» (о Н. И. Махно) и др.

## Издания
- Повести и рассказы. Т. 1-3. — СПб.- 1900—1903.
- Очерки и рассказы. — П. — 1915.